# عبيد الله بن مسعود بن تاج الشريعة
عبيد الله بن مسعود بن تاج الشريعة محمود بن أحمد المحبوبي البخاري الحنفي (ت: 747 هـ / 1346م) المعروف باسم صدر الشريعة الثاني أو صدر الشريعة الأصغر. هو فقيه وأصولي ونحوي وأديب ومحدث ومفسر ومنطقي ومتكلم حنفي ماتريدي.

## سيرته
نشأ صدر الشريعة الثاني في بيت علم، فقد أخذ العلم عن جده تاج الشريعة محمود، وكان يهتم بتقييد الفوائد والغرائب عن جده. كان يجتمع إلى درسه الكثيرون للانتفاع بعلمه. له مؤلفات كثيرة منها: التنقيح في أصول الفقه، وشرحه المسمى أيًضا بالتوضيح. وله شرح كتاب الوقاية لجده تاج الشريعة٬ وقد شرحه شرحاً حسنًا، وله اختصار لكتاب الوقاية أيضاً سماه النقاية. له كتابه الموسوعي تعديل العلوم وشرحه في المنطق والكلام والهيئة الذي هو من أهم كتب الكلام المتأخرة عند الحنفية الماتريدية. توفي بشرع أباد ببخارى سنة 747 هـ.